# Gibuti ai Giochi della XXX Olimpiade
Il Gibuti ha partecipato ai Giochi della XXX Olimpiade di Londra, che si sono svolti dal 27 luglio al 12 agosto 2012, con una delegazione di 6 atleti.

## Atletica leggera[1][2]
Gare maschili
| Atleta     | Gara   | Batterie   | Batterie | Quarti | Quarti | Semifinali | Semifinali | Finale   | Finale |
| Atleta     | Gara   | Tempo      | Pos.     | Tempo  | Pos.   | Tempo      | Pos.       | Tempo    | Pos.   |
| ---------- | ------ | ---------- | -------- | ------ | ------ | ---------- | ---------- | -------- | ------ |
| Mumin Gala | 5000 m | 13:21.21 q | 10       | N.D.   | N.D.   | N.D.       | N.D.       | 13:50.26 | 13     |

Gare femminili
| Atleta     | Gara  | Batterie | Batterie | Quarti | Quarti | Semifinali      | Semifinali      | Finale          | Finale          |
| Atleta     | Gara  | Tempo    | Pos.     | Tempo  | Pos.   | Tempo           | Pos.            | Tempo           | Pos.            |
| ---------- | ----- | -------- | -------- | ------ | ------ | --------------- | --------------- | --------------- | --------------- |
| Zourah Ali | 400 m | 1:05.37  | 7        | N.D.   | N.D.   | Non qualificata | Non qualificata | Non qualificata | Non qualificata |

## Judo
Judo femminile
| Atleta       | Gara            | Trentaduesimi di finale | Sedicesimi di finale         | Quarti di finale     | Semifinale           | Ripescaggio 1        | Ripescaggio 2        | Finale               | Finale          |
| Atleta       | Gara            | Avversario Risultato    | Avversario Risultato         | Avversario Risultato | Avversario Risultato | Avversario Risultato | Avversario Risultato | Avversario Risultato | Posizione       |
| ------------ | --------------- | ----------------------- | ---------------------------- | -------------------- | -------------------- | -------------------- | -------------------- | -------------------- | --------------- |
| Sally Raguib | 57 kg femminile | BYE                     | Corina Căprioriu P 0000–0100 | Non qualificata      | Non qualificata      | Non qualificata      | Non qualificata      | Non qualificata      | Non qualificata |

## Nuoto
Il Gibuti ha guadagnato un'"Universality places" dalla Federazione internazionale del nuoto.
Gare maschili
| Abdourahman Osman | 50 m stile libero | 27.25 | 49 | Non qualificato | Non qualificato | Non qualificato | Non qualificato | Non qualificato | Non qualificato |

## Tennis tavolo
Gare femminili
| Atleta              | Gara                | Preliminari               | Primo turno          | Secondo turno        | Terzo turno          | Quarto turno         | Quarti di finale     | Semifinale           | Finale               | Finale          |
| Atleta              | Gara                | Avversario Risultato      | Avversario Risultato | Avversario Risultato | Avversario Risultato | Avversario Risultato | Avversario Risultato | Avversario Risultato | Avversario Risultato | Posizione       |
| ------------------- | ------------------- | ------------------------- | -------------------- | -------------------- | -------------------- | -------------------- | -------------------- | -------------------- | -------------------- | --------------- |
| Yasmin Hassan Farah | Singolare femminile | Caroline Kumahara P 0 – 4 | Non qualificata      | Non qualificata      | Non qualificata      | Non qualificata      | Non qualificata      | Non qualificata      | Non qualificata      | Non qualificata |